# Callopistria benguellae
Callopistria benguellae là một loài bướm đêm trong họ Noctuidae.